# Gagea vaga
Gagea vaga är en liljeväxtart som beskrevs av Igor Germanovich Levichev. Gagea vaga ingår i Vårlökssläktet och i familjen liljeväxter. Inga underarter finns listade.